# Pajovič
Pajovič je redekejši priimek v Sloveniji. Po podatkih Statističnega urada Republike Slovenije je na dan 1. januarja 2010 v Slovenjiji uporabljalo ta priimek 5 oseb.  
- Aleš Pajovič (*1979), rokometaš